# Eurocopter EC725
Eurocopter (zdaj Airbus Helicopters) EC 725 Caracal (tudi Super Cougar) je dvomotorni večnamenski vojaški helikopter z dolgim dosegom. Razvit je bil na podlagi Super Puma/Cougar. Poganjata ga dva FADEC turbogredna motorja Turbomeca Makila, vsak z 2382 KM. Petkraki glavni rotor je grajen iz kompozitnih materialov. Lahko prevaža 29 vojakov ali pa 5670 kg tovora. Uporablja se tudi za iskanje, reševanje in medicinsko evakuacijo. 
Prvič je poletel 27. novembra 2000.
EC 725 je podoben civilnemu EC225.

## Specifikacije (EC 725 Caracal)
Podatki iz {Eurocopter.com}
Splošne značilnosti
- Posadka: 1 ali 2 (pilot + kopilot)
- Število sedežev: 28 vojakov ali 5.670 kg (12.500 lb) tovora
- Dolžina: 19,5 m (64 ft 0 in)
- Višina: 4,6 m (15 ft 1 in)
- Teža praznega letala: 5.330 kg (11.751 lb)
- Bruto teža: 11.000 kg (24.251 lb)
- Maks. vzletna teža: 11.200 kg (24.692 lb)
- Pogon letala: 2 × Turboméca Makila 2A1 turbogredni motor, 1.776 kW (2.382 hp) vsak
- Premer glavnega rotorja:  16,20 m (53 ft 2 in)
- Površina glavnega rotorja: 206,1 m2 (2.218 sq ft)

Zmogljivost
- Maks. hitrost: 324 km/h (201 mph; 175 kn) Rotorska glava EC 725 Super Cougar MkII
- Potovalna hitrost: 285 km/h (177 mph; 154 kn)
- Neprekoračljiva hitrost: 324 km/h (201 mph; 175 kn)
- Doseg: 857 km (533 mi; 463 nmi)
- Največji doseg: 1.325 km (823 mi; 715 nmi)
- Višina leta: 6.095 m (19.997 ft)
- Hitrost vzpenjanja: 7,4 m/s (1.460 ft/min)